# Lista volumelor publicate în Colecția Cyborg
Colecția Cyborg de la Editura Pygmalion a apărut între anii 1994 și 2005. Aici au fost publicate, printre altele, o serie de volume care, la vremea lansării lor, au câștigat prestigioase premii internaționale. Printre autorii publicați se numără Roger Zelazny, Robert Silverberg și Alfred Bester, dar și autori români ca Ovidiu Bufnilă sau Liviu Radu.
În continuare este prezentată lista volumelor publicate în Colecția Cyborg:

## 1994 - 2005
Între anii 1994 și 2005 au fost publicate 36 de numere ale Colecției Cyborg. Spre deosebire de colecțiile similare ale editurilor Nemira și Teora, aici nu au existat reeditări. Până la numărul 18 colecția a avut un design al copertei, pe care l-a modificat puțin începând cu numărul 19. Numeroase coperți au fost realizate de Walter Riess.
| Nr. | Autor(i)                    | Titlu                                    | Titlu original                    | Traducător(i)               | Data apariției | Note / Ref.                         |
| --- | --------------------------- | ---------------------------------------- | --------------------------------- | --------------------------- | -------------- | ----------------------------------- |
| 1   | Alfred Bester               | Omul demolat                             | The Demolished Man                | Mihai-Dan Pavelescu         | 1994           |                                     |
| 2   | Roger Zelazny               | Nemuritorul                              | This Immortal                     | Ștefan Ghidoveanu           | 1994           |                                     |
| 3   | Kate Wilhelm                | Unde, cândva, suave păsări cântătoare... | Where Late the Sweet Birds Sang   | Mihai Samoilă               | 1994           |                                     |
| 4   | Ian Watson                  | Ambasada extraterestră                   | Alien Embassy                     | Cătălin Ionescu             | 1995           |                                     |
| 5   | Clifford D. Simak           | Halta                                    | Way Station                       | Mihai Samoilă               | 1995           |                                     |
| 6   | Samuel R. Delany            | Intersecția Einstein                     | The Einstein Intersection         | Radu Comănescu              | 1995           |                                     |
| 7   | Robert Silverberg           | Timp al schimbărilor                     | A Time of Changes                 | Diana Voicu                 | 1995           |                                     |
| 8   | Phillip Mann                | Seniorul Paxwax                          | The Master of Paxwax              | Carmen Valy Mucuța          | 1995           |                                     |
| 9   | Ian McDonald                | Inimi, mâini, glasuri                    | Hearts, Hands and Voices          | Corina Marian               | 1995           |                                     |
| 10  | Frederik Pohl               | Poarta                                   | Gateway                           | Mihai-Dan Pavelescu         | 1996           |                                     |
| 11  | Ian McDonald                | Necroville                               | Necroville                        | Gabriel Stoian              | 1995           |                                     |
| 12  | Joan D. Vinge               | Regina Zăpezilor vol. 1                  | The Snow Queen                    | Diana Pădurariu             | 1996           |                                     |
| 13  | Joan D. Vinge               | Regina Zăpezilor vol. 2                  | Te Snow Queen                     | Diana Pădurariu             | 1996           |                                     |
| 14  | Nevil Shute                 | Ultimul țărm                             | On the Beach                      | Florin Slapac               | 1997           | [ 2 ]                               |
| 15  | Philip Mann                 | Wulfsyarn                                | Wulfsyarn                         | Liviu Radu                  | 1997           |                                     |
| 16  | C. J. Cherryh               | Stația orbitală a lumii de jos           | Downbelow Station                 | Mihai Samoilă               | 1998           | [ 3 ]                               |
| 17  | Ian Watson                  | Spațiul Mana: Recolta norocoasei         | Lucky's Harvest                   | Liviu Radu                  | 1999           | primul volum din seria Spațiul Mana |
| 18  | Joe Haldeman                | Războiul etern                           | The Forever War                   | Mihai-Dan Pavelescu         | 1999           |                                     |
| 19  | Bob Shaw                    | Astronauții zdrențăroși                  | The Ragged Atronauts              |                             | 2000           |                                     |
| 20  | Ovidiu Bufnilă              | Cruciada lui Moreaugarin                 | -                                 | -                           | 2001           |                                     |
| 21  | Fritz Leiber                | Marele joc al timpului                   | The Big Time                      | ?                           | 2002           | [ 5 ]                               |
| 22  | Gregory Benford             | Artifact                                 | Artifact                          | Ovidiu-Gheorghe Ruta        | 2002           |                                     |
| 23  | Cătălin Ionescu             | Loser                                    | -                                 | -                           | 2002           |                                     |
| 24  | Jack Vance                  | Lumile lui Magnus Ridolph                | The Many Worlds of Magnus Ridolph | Mihaela și Cristian Ionescu | 2002           |                                     |
| 25  | Robert A. Heinlein          | Infanteria stelară                       | Starship Trooper                  | Mihaela și Cristian Ionescu | 2002           |                                     |
| 26  | Voicu Bugariu               | Visul lui Stephen King                   | -                                 | -                           | 2002           |                                     |
| 27  | Radu Gheo                   | Fairia                                   | -                                 | -                           | 2003           |                                     |
| 28  | Frederik Pohl               | Proiectul Omul Plus                      | Man Plus                          | Florin Mircea Tudor         | 2003           |                                     |
| 29  | David Brin                  | Războiul elitelor vol. 1                 | The Uplift War                    | Aurel Cărășel               | 2003           |                                     |
| 30  | David Brin                  | Războiul elitelor vol. 2                 | The Uplift War                    | Aurel Cărășel               | 2003           |                                     |
| 31  | Liviu Radu                  | Opțiunea                                 | -                                 | -                           | 2004           |                                     |
| 32  | Liviu Radu                  | Spaime                                   | -                                 | -                           | 2004           |                                     |
| 33  | Connie Willis               | Doomsday Book                            | Doomsday Book                     | Gabriel Stoian              | 2004           |                                     |
| 34  | Mihaela și Cristian Ionescu | Dicționar de literatură S.F. A-K         | -                                 | -                           | 2004           |                                     |
| 35  | Mihaela și Cristian Ionescu | Dicționar de literatură S.F. L-Z         | -                                 | -                           | 2004           |                                     |
| 36  | Connie Willis               | Remake                                   | Remake                            | Mihai-Dan Pavelescu         | 2005           |                                     |